# Lampadephora panimera
Lampadephora panimera är en fjärilsart som beskrevs av Turner 1932. Lampadephora panimera ingår i släktet Lampadephora och familjen nattflyn. Inga underarter finns listade i Catalogue of Life.